# Столовский сельсовет
Столовский сельсовет — сельское поселение в Тамбовском районе Тамбовской области Российской Федерации.
Административный центр — село Столовое.

## История
Столовский сельсовет образован в 1966 году в составе Тамбовского района (решение Тамбовского облисполкома от 27.12.1966 № 1121).
Статус и границы сельского поселения установлены Законом Тамбовской области от 17 сентября 2004 года № 232-З «Об установлении границ и определении места нахождения представительных органов муниципальных образований в Тамбовской области».

## Население
| 2010  | 2012  | 2013  | 2014  | 2015  | 2016  | 2017  |
| ----- | ----- | ----- | ----- | ----- | ----- | ----- |
| 2111  | ↗2135 | ↗2148 | ↘2130 | ↘2063 | ↘2004 | ↘1988 |
| 2018  | 2019  | 2020  | 2021  |       |       |       |
| ↘1960 | ↘1907 | ↘1852 | ↗2236 |       |       |       |

## Состав сельского поселения
| № | Населённый пункт | Тип населённого пункта       | Население |
| - | ---------------- | ---------------------------- | --------- |
| 1 | Большая Талинка  | село                         | ↘366      |
| 2 | Заря             | посёлок                      | ↘142      |
| 3 | Марьевка         | деревня                      | 22        |
| 4 | Столовое         | село, административный центр | ↗1581     |

### Бывшие населенные пункты
На территории сельсовета исчезла деревня Николаевка. Решением исполкома областного Совета от 23 октября 1985 года № 393 деревня Николаевка была исключена из перечня населенных пунктов Тамбовской области